# مسابقه خون در آب
مسابقه "خون در آب" (مجاری: melbourne-i vérfürdő ترجمه تحت‌الفظی: حمام خون ملبورن؛ روسی: Кровь в бассейне؛ ترجمه تحت‌الفظی: خون در استخر شنا) مسابقه واترپلوی بین مجارستان و اتحاد جماهیر شوروی در المپیک ۱۹۵۶ ملبورن بود. این مسابقه در ۶ دسامبر ۱۹۵۶ کمی بعد از انقلاب ۱۹۵۶ مجارستان برگزار شد و مجارستان با نتیجه ۴–۰ اتحاد جماهیر شوروی را شکست داد. این نام پس از آن ابداع شد که اروین زادور بازیکن مجار در دو دقیقه آخر با خونی که از بالای چشمش سرازیر بود بیرون آمد، علت آن مشت والنتین پروکوپوف بازیکن شوروی به وی بود.
مسابقه المپیک «خون در آب» که در دوران جنگ سرد بین مجارستان و اتحاد جماهیر شوروی برگزار شد، یک نمایش قدرت بین مردم مجارستان و حکومت شورووی دیده شد. تنش‌ها بین تیم‌های رقیب به دلیل این بود که فقط چند هفته قبل از مسابقه، سربازان شوروی به همراه تانک‌ها و هواپیماهای جنگی خود با خشونت انقلاب مجارستان را سرکوب کردند. اکثر انقلابیون غیرنظامیان و کارگران کارخانه و دانشجویان بودند که با کوکتل مولوتف جلوی قدرت نظامی عظیمی اتحاد جماهیر شوروی بود ایستادند.

## در فیلم
در سال ۲۰۰۶، به مناسبت پنجاهمین سالگرد تلاش برای انقلاب مجارستان، مستند خشم آزادی به تهیه کنندگی کریستین لیسی و ثور هالورسن، داستان این مسابقه را روایت کرد. کوئنتین تارانتینو آن را «بهترین داستان ناگفته» توصیف کرد. این مستند توسط مارک اسپیتز شناگر المپیکی روایت می‌شود که در دوران نوجوانی اروین زادور مربی وی بود.
همچنین در سال ۲۰۰۶، یک فیلم داستانی در مورد این مسابقه با عنوان فرزندان شکوه (عنوان مجار: Szabadság, szerelem به معنی «آزادی، عشق» منتشر شد، نام برگرفته از ساندور پتوفی، شاعر کشته شده در انقلاب ۱۸۴۸–۱۸۴۹.است). این فیلم انقلاب مجارستان را از نگاه یک بازیکن در تیم واترپلو و یک زن جوان که یکی از رهبران دانشجو است نشان می‌دهد. کارگردانی آن را کریستینا گودا بر عهده داشت و اندرو جی. واجنا آن را تهیه‌کنندگی کرد. این فیلم در ۲۳ اکتبر ۲۰۰۶ در پنجاهمین سالگرد انقلاب در سینماهای مجارستان به نمایش درآمد. در ۲۹ اکتبر ۲۰۰۶، در کاخ سفید برای جورج دبلیو بوش و مهمانان وی (از جمله شخصیت‌های مجار-آمریکایی مانند جورج پاتاکی فرماندار نیویورک، و جورج اولاه، برنده جایزه نوبل) نمایش داده شد.